# Excalibur Series II
 Excalibur Series II – samochód sportowy klasy kompaktowej produkowany pod amerykańską marką Excalibur w latach 1970–1975.

## Historia i opis modelu

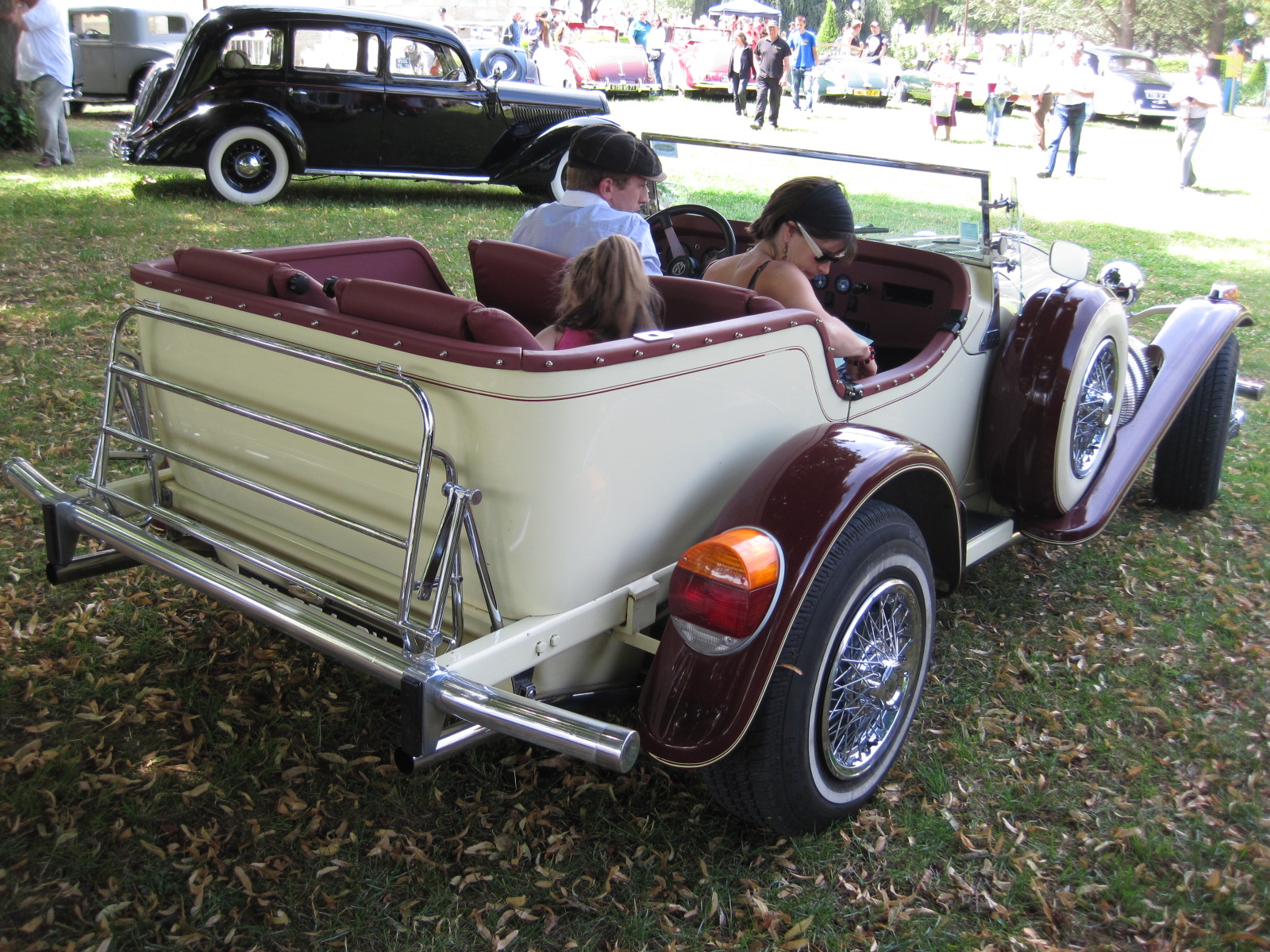
Excalibur Series II - tył

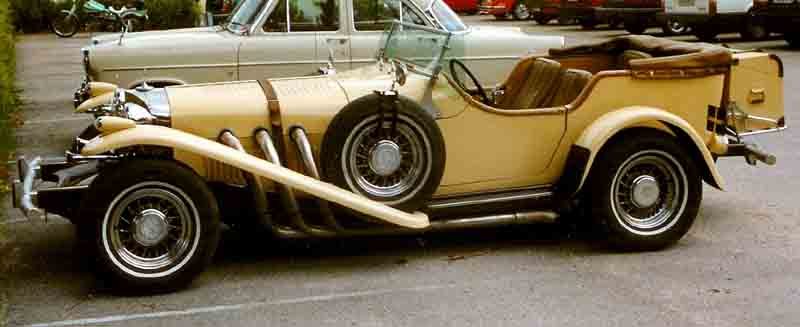
Excalibur Series II - sylwetka

Na początku lat 70. XX wieku amerykańskie przedsiębiorstwo Excalibur przedstawiło nową generację swojego dwumiejscowego roadstera utrzymanego w neoklasycznej estetyce nawiązującej do przedwojennych samochodów. Podobnie jak inne projekty firmy, za stylizację Excalibura Series II odpowiedzialny był Brook Stevens.
Samochód wyróżniał się awangardową stylizacją bogatą w chromowane ozdobniki, łukowate nadkola czy podłużną maskę zwieńczoną pionowo ściętą, kanciastą atrapą chłodnicy. Producent zapewnił też bogate wyposażenie, składające się m.in. z klimatyzacji, skórzanej tapicerki, wspomaganie kierownicy czy platormę na walizkę.

### Sprzedaż
Podobnie jak poprzednik, Excalibur Series II był samochodem niskoseryjnym wytwarzanym na zamówienie. W ciągu trwającej 5 lat produkcji neoklasycznego roadstera w Milwaukee powstały łącznie 342 sztuki, czyniąc Series II nieznacznie mniej popularną od poprzednika. 

### Silnik
- V8 5.7l